# Kristaq Eksarko
Kristaq Eksarko (* 12. November 1959) ist ein ehemaliger albanischer Fußballspieler.

## Karriere

### Verein
Eksarko besuchte die Sportschule in Tirana und spielte dort für die Fußball-Mannschaft der Schule, Shkëndija Tirana. Dieser „Jugendverein“ spielte bis zur Saison 1979/80 in der höchsten Liga. 
Eksarko spielte ab 1980 für den albanischen Verein FK Partizani Tirana. In der Saison 1980/81 gewann er mit Partizani die albanische Meisterschaft. Zu den Höhepunkten der Karriere gehörte auch der Heimsieg gegen SK Rapid Wien im September 1981 im Rahmen des Europapokals der Landesmeister.

### Nationalmannschaft
Zwischen 1983 und 1984 bestritt Eksarko vier Länderspiele für die Albanien. Sein Debüt gab er am 27. April 1983 bei einer 0:1-Niederlage gegen Nordirland in der Qualifikation zur UEFA-Europameisterschaft 1984. Sein letztes Länderspiel absolvierte er am 31. Oktober 1984 beim 2:2-Unentschieden gegen Polen in der Qualifikation zur FIFA-Weltmeisterschaft 1986.